# Hednota cotylophora
Hednota cotylophora là một loài bướm đêm trong họ Crambidae.